# Klein Henszlein

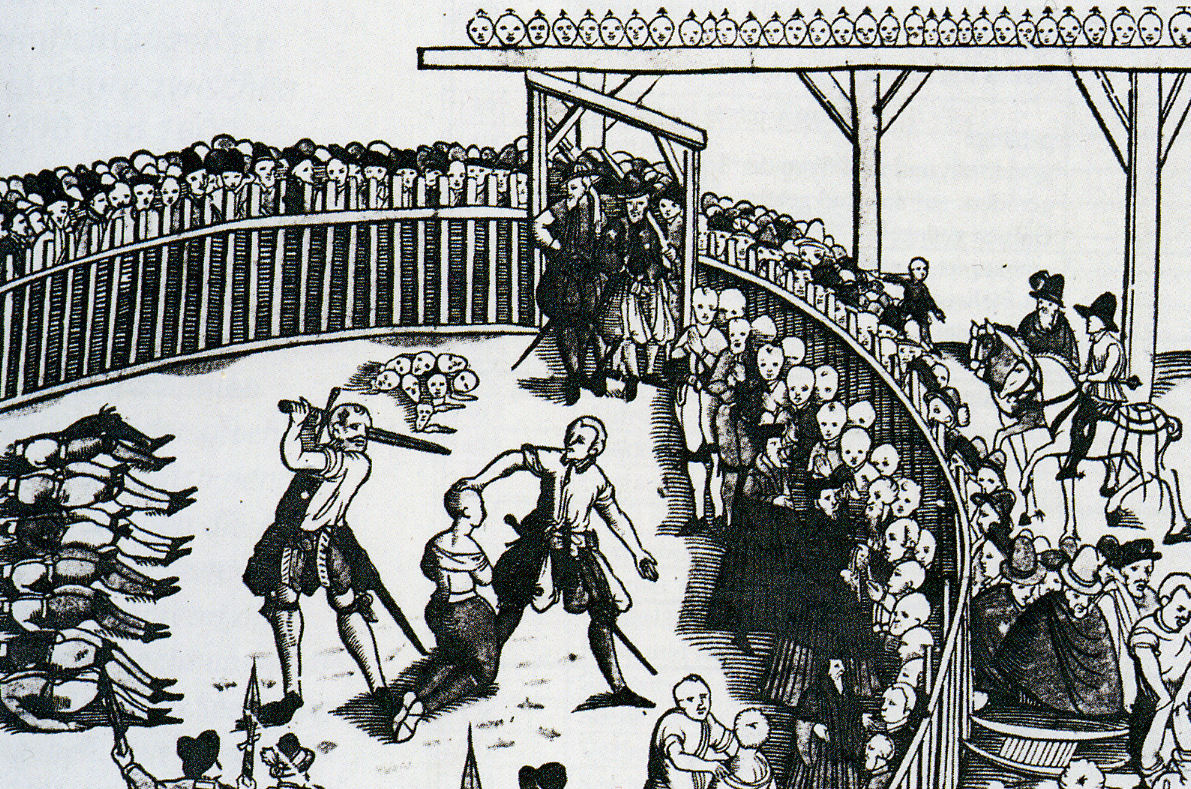
L'exécution du pirate et de son équipage

Klein Henszlein, ou Klaus Hanslein (mort en 1573) est un pirate allemand actif sur la mer du Nord de 1560 à 1573. Il finit par être capturé par une flotte originaire de Hambourg, où il sera d’ailleurs ramené avec son équipage. On les fait parader dans les rues de la ville avant de les exécuter par décapitation. Les têtes sont ensuite plantées sur des piques.
Plus tard, leur bourreau racontera comment il a facilement ôté leur tête à 33 pirates (Henszlein n’en fait pas partie) en 45 minutes seulement, puis comment il a décapité les corps des pirates qui avaient été tués durant la bataille. Il racontera également qu’il se tenait « debout dans tellement de sang qu’il en avait presque dans ses chaussures ».

## Sources
- (en) Cet article est partiellement ou en totalité issu de l’article de Wikipédia en anglais intitulé « Klein Henszlein » (voir la liste des auteurs).